# Arctesthes titanica
Arctesthes titanica – gatunek motyli z rodziny miernikowcowatych i podrodziny Larentiinae. Występuje endemicznie na Wyspie Południowej Nowej Zelandii.

## Taksonomia
Gatunek ten opisany został po raz pierwszy w 2019 roku przez Briana H. Patricka, Hamisha J.H. Patricka i Roberta J.B. Hoare’a na łamach Alpine Entomology w ramach rewizji rodzaju Arctesthes. Epitet gatunkowy ze względu na dużą jak na rodzaj rozpiętość skrzydeł nawiązuje zarówno do greckich tytanów, jak i transatlantyku RMS Titanic, spopularyzowanego przez film Titanic Jamesa Camerona.

## Morfologia
Motyle te osiągają od 19 do 22 mm rozpiętości skrzydeł, będąc największymi przedstawicielami rodzaju. Głowa u samicy ma niezmodyfikowane czułki i brązowawobiałe łuski na spodzie głaszczków wargowych, natomiast u samca łuski na spodzie głaszczków wargowych są ciemnoszare, a na biczyku występuje grzebykowanie o ząbkach około cztery razy dłuższych niż szerokości członów. Przednie skrzydła mają u samca tło szare z jasnoochrowo-brązowym podbarwieniem u nasady i wzdłuż odsiebnych części żyłek, natomiast u samicy ich tło jest jaśniejsze. Cień środkowy jest szarobrązowy, u samicy silniej kontrastujący z tłem. Linie proksymalna i przedśrodkowa są jasnoszaro-jasnobrązowe; ta pierwsza jest lekko uwypuklona ku brzegowi kostalnemu, ta druga zaś silnie V-kształnie odgięta pośrodku. Czarna plama dyskalna leży bliżej linii przedśrodkowej niż linii zaśrodkowej. Linia zaśrodkowa jest jasnoszaro-jasnobrązowa, falista i silnie wygięta pośrodku. Linia dystalna jest jasnoszara i dość niewyraźna. Strzępina przedniego skrzydła ma u samca elementy ciemnoszare i czarniawe, zaś u samicy jasne i ciemne. Tylne skrzydła mają tło jaskrawopomarańczowe, czarniawo przyprószone łaty nasadowe, krawędzie analne i brzeg zewnętrzny, W-kształtny cień zaśrodkowy oraz czarniawą strzępinę.
Odwłok samca ma równomiernie zesklerotyzowane tergity od drugiego do szóstego oraz równomiernie zesklerotyzowane sternity, spośród których piąty jest kwadratowawy, a trzeci, czwarty i szósty podłużnie prawie prostokątne. Genitalia samca mają wąski i palczasty unkus z niewielkim haczykiem na szczycie, bardzo duże, silnie C-kształtnie wygięte i na szczytach stępione labidy, liczne i ostre zęby na grzbietowej części maniki, płaską i szeroko-języczkowatą jukstę, dość krótką i wąską walwę o zaokrąglonym wierzchołku, wyrostek środkowy nasadowego sklerytu kostalnego wyraźnie wystający poza obrys kosty, bardzo duży i C-kształtnie wygięty wyrostek sakulusa z gęstymi i drobnymi kolcami na wierzchu i szczycie, delikatnie trójgraniasty sakus, pozbawiony wyraźnych wyrostków językowatych fallus oraz dwie symetryczne łaty dość długich cierni w wezyce. Odwłok samicy ma na ósmym sternicie szeroką, płaską i pozbawioną wklęśnięcia płytkę postwaginalną oraz prawie trójkątne płaty pokładełka. Krótki, grubo-błoniasty przewód torebki kopulacyjnej ma bardzo szerokie wejście i szeroko-komorzasty, słabo wyodrębniony przedsionek, natomiast korpus torebki kopulacyjnej jest błoniasty i zaokrąglony.

## Ekologia i występowanie
Owad ten zasiedla międzygórskie mokradła otoczone przez łąki. Dominującą rośliną poduszkową tych mokradeł jest Oreobolus pectinatus, z kolei na łąkach dominuje Chionochloa rubra cuprea. Imagines są aktywne za dnia. Latają od stycznia co najmniej do końca marca. Odżywiają się nektarem kwiatowym. Gąsienice są polifagiczne. Żerują na niskich roślinach zielnych należących m.in. do rodzajów babka, jaskier, koniczyna, koprosoma i stokrotka.
Gatunek ten występuje endemicznie w regionie Otago na Wyspie Południowej Nowej Zelandii. Znany jest tylko z doliny rzeki Von na południe od jeziora Wakatipu. Spotykany jest na rzędnych od 800 do 820 m n.p.m.